# Phytocrene
Phytocrene es un género  de plantas  perteneciente a la familia Icacinaceae. Es originario de Malasia y Filipinas. El género fue descrito por Wall. y publicado en Plantae Asiaticae Rariores 3: 11, en el año 1831.

## Especies
- Phytocrene gigantea Wall.
- Phytocrene macrophylla Blume